# Olympische Sommerspiele 1988/Judo
Bei den XXVII. Olympischen Sommerspielen 1988 in Seoul fanden sieben Judo-Wettkämpfe für Männer statt. Austragungsort war die Jangchung-Sporthalle im Stadtteil Jung-gu. Im Vergleich zu 1984 gab es einen Wettbewerb weniger, da die offene Klasse aus dem Programm gestrichen wurde.

## Bilanz

### Medaillenspiegel
| Platz | Land               | Gold | Silber | Bronze | Gesamt |
| ----- | ------------------ | ---- | ------ | ------ | ------ |
| 1     | Südkorea           | 2    | –      | 1      | 3      |
| 2     | Polen              | 1    | 1      | –      | 2      |
| 3     | Japan              | 1    | –      | 3      | 4      |
| 4     | Frankreich         | 1    | –      | 1      | 2      |
| 5     | Brasilien          | 1    | –      | –      | 1      |
| 5     | Österreich         | 1    | –      | –      | 1      |
| 7     | DDR                | –    | 2      | 1      | 3      |
| 8     | BR Deutschland     | –    | 2      | –      | 2      |
| 9     | Sowjetunion        | –    | 1      | 4      | 5      |
| 10    | Vereinigte Staaten | –    | 1      | 1      | 2      |
| 11    | Belgien            | –    | –      | 1      | 1      |
| 11    | Großbritannien     | –    | –      | 1      | 1      |
| 11    | Niederlande        | –    | –      | 1      | 1      |

### Medaillengewinner
| Konkurrenz          | Gold               | Silber              | Bronze                               |
| ------------------- | ------------------ | ------------------- | ------------------------------------ |
| Superleichtgewicht  | Kim Jae-yup        | Kevin Asano         | Shinji Hosokawa Amiran Totikaschwili |
| Halbleichtgewicht   | Lee Kyung-keun     | Janusz Pawłowski    | Bruno Carabetta Yōsuke Yamamoto      |
| Leichtgewicht       | Marc Alexandre     | Sven Loll           | Mike Swain Giorgi Tenadse            |
| Halbmittelgewicht   | Waldemar Legień    | Frank Wieneke       | Torsten Bréchôt Baschir Warajew      |
| Mittelschwergewicht | Peter Seisenbacher | Wladimir Schestakow | Akinobu Ōsako Ben Spijkers           |
| Halbschwergewicht   | Aurélio Miguel     | Marc Meiling        | Dennis Stewart Robert Van de Walle   |
| Schwergewicht       | Hitoshi Saitō      | Henry Stöhr         | Cho Yong-chul Grigori Weritschew     |

## Ergebnisse

### Superleichtgewicht (bis 60 kg)
| Platz | Land | Sportler             |
| ----- | ---- | -------------------- |
| 1     | KOR  | Kim Jae-yup          |
| 2     | USA  | Kevin Asano          |
| 3     | JPN  | Shinji Hosokawa      |
| 3     | URS  | Amiran Totikaschwili |
| 5     | FRA  | Patrick Roux         |
| 5     | TPE  | Sheu Tsay-chwan      |
| 7     | FRG  | Helmut Dietz         |
| 7     | TCH  | Petr Šedivák         |
|       |      |                      |
| 20    | LIE  | Daniel Brunhart      |

Datum: 25. September 1988 

36 Teilnehmer aus 36 Ländern

### Halbleichtgewicht (bis 65 kg)
| Platz | Land | Sportler         |
| ----- | ---- | ---------------- |
| 1     | KOR  | Lee Kyung-keun   |
| 2     | POL  | Janusz Pawłowski |
| 3     | FRA  | Bruno Carabetta  |
| 3     | JPN  | Yōsuke Yamamoto  |
| 5     | HUN  | Tamás Bujkó      |
| 5     | NZL  | Brent Cooper     |
| 7     | BEL  | Philip Laats     |
| 7     | ARG  | Claudio Yafuso   |
|       |      |                  |
| 12    | AUT  | Josef Reiter     |
| 20    | GDR  | Udo Quellmalz    |
| 20    | FRG  | Guido Schumacher |

Datum: 26. September 1988 

42 Teilnehmer aus 42 Ländern

### Leichtgewicht (bis 71 kg)
| Platz | Land | Sportler          |
| ----- | ---- | ----------------- |
| 1     | FRA  | Marc Alexandre    |
| 2     | GDR  | Sven Loll         |
| 3     | USA  | Mike Swain        |
| 3     | URS  | Giorgi Tenadse    |
| 5     | HUN  | Bertalan Hajtós   |
| 5     | FRG  | Steffen Stranz    |
| 7     | ESP  | Joaquín Ruiz      |
| 7     | LIE  | Johannes Wohlwend |

Datum: 27. September 1988 

42 Teilnehmer aus 42 Ländern
Der Brite Kerrith Brown wurde wegen Dopings mit Furosemid disqualifiziert, weshalb Mike Swain auf den Bronzerang nachrückte.

### Halbmittelgewicht (bis 78 kg)
| Platz | Land | Sportler          |
| ----- | ---- | ----------------- |
| 1     | POL  | Waldemar Legień   |
| 2     | FRG  | Frank Wieneke     |
| 3     | GDR  | Torsten Bréchôt   |
| 3     | URS  | Baschir Warajew   |
| 5     | CAN  | Kevin Doherty     |
| 5     | FRA  | Pascal Tayot      |
| 7     | ARG  | Gastón García     |
| 7     | ESP  | Vítorino González |
|       |      |                   |
| 11    | AUT  | Peter Reiter      |
| 34    | CHE  | Olivier Schaffter |

Datum: 28. September 1988 

41 Teilnehmer aus 41 Ländern

### Mittelgewicht (bis 86 kg)
| Platz | Land | Sportler            |
| ----- | ---- | ------------------- |
| 1     | AUT  | Peter Seisenbacher  |
| 2     | URS  | Wladimir Schestakow |
| 3     | JPN  | Akinobu Ōsako       |
| 3     | NED  | Ben Spijkers        |
| 5     | FRA  | Fabien Canu         |
| 5     | GBR  | Densign White       |
| 7     | TPE  | Chiu Heng-an        |
| 7     | KOR  | Kim Seung-gyu       |
|       |      |                     |
| 33    | FRG  | Michael Bazynski    |

Datum: 29. September 1988 

36 Teilnehmer aus 36 Ländern

### Halbschwergewicht (bis 95 kg)
| Platz | Land | Sportler            |
| ----- | ---- | ------------------- |
| 1     | BRA  | Aurélio Miguel      |
| 2     | FRG  | Marc Meiling        |
| 3     | GBR  | Dennis Stewart      |
| 3     | BEL  | Robert Van de Walle |
| 5     | POL  | Jacek Beutler       |
| 5     | TCH  | Jiří Sosna          |
| 7     | ITA  | Juri Fazi           |
| 7     | USA  | Robert Berland      |

Datum: 30. September 1988 

21 Teilnehmer aus 21 Ländern

### Schwergewicht (über 95 kg)
| Platz | Land | Sportler                  |
| ----- | ---- | ------------------------- |
| 1     | JPN  | Hitoshi Saitō             |
| 2     | GDR  | Henry Stöhr               |
| 3     | KOR  | Cho Yong-chul             |
| 3     | URS  | Grigori Weritschew        |
| 5     | HUN  | István Dubrovszky         |
| 5     | BUL  | Dimitar Saprjanow         |
| 7     | EGY  | Mohamed Ali Rashwan       |
| 7     | FIN  | Juha Salonen              |
|       |      |                           |
| 19    | SUI  | Clemens Jehle             |
| 19    | FRG  | Alexander von der Groeben |

Datum: 1. Oktober 1988 

26 Teilnehmer aus 26 Ländern